# Spermophilus
Spermophilus là một chi động vật có vú trong họ Sóc, bộ Gặm nhấm. Chi này được F. Cuvier miêu tả năm 1825. Loài điển hình của chi này là Mus citellus Linnaeus, 1766.

## Hình ảnh

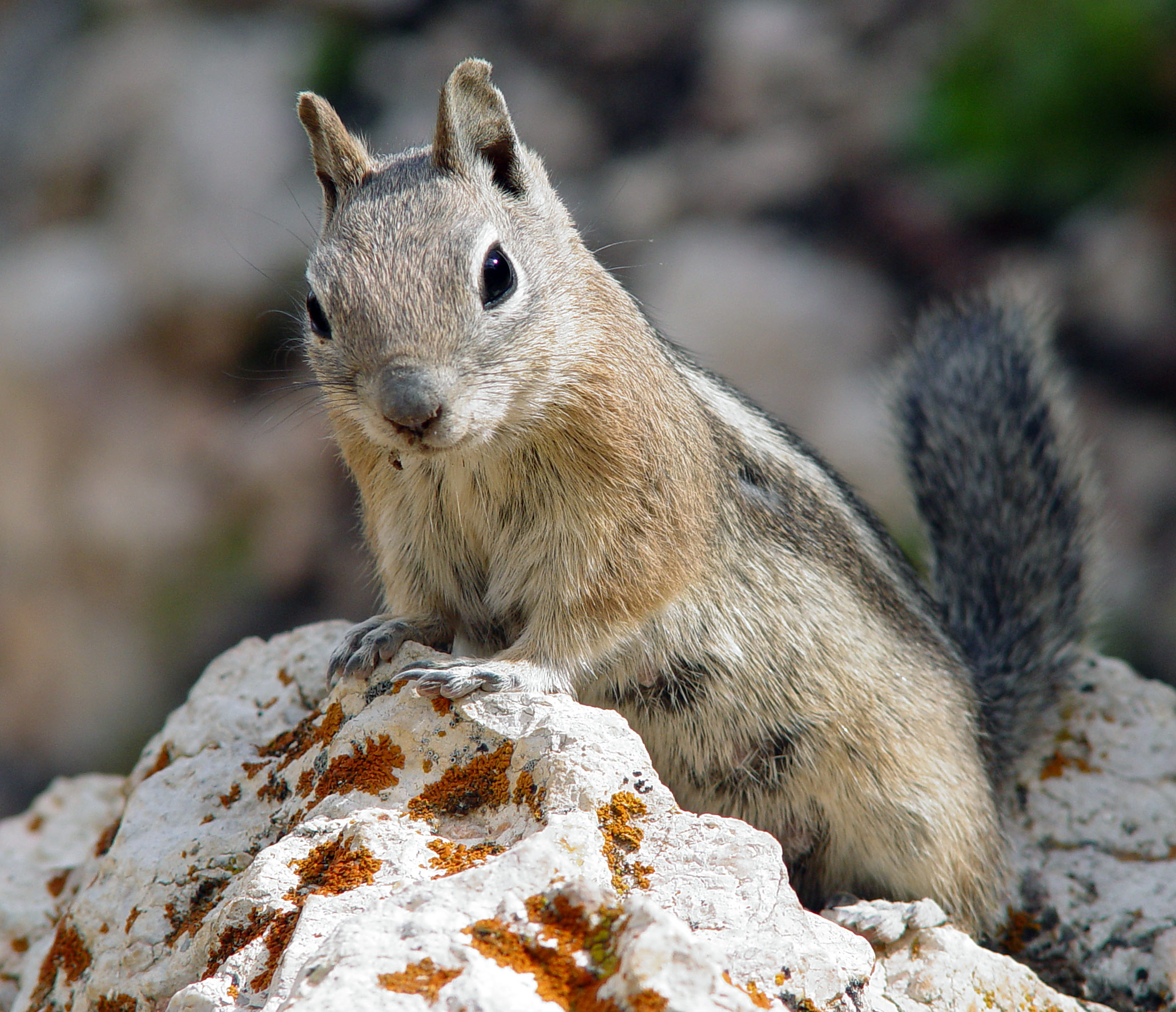
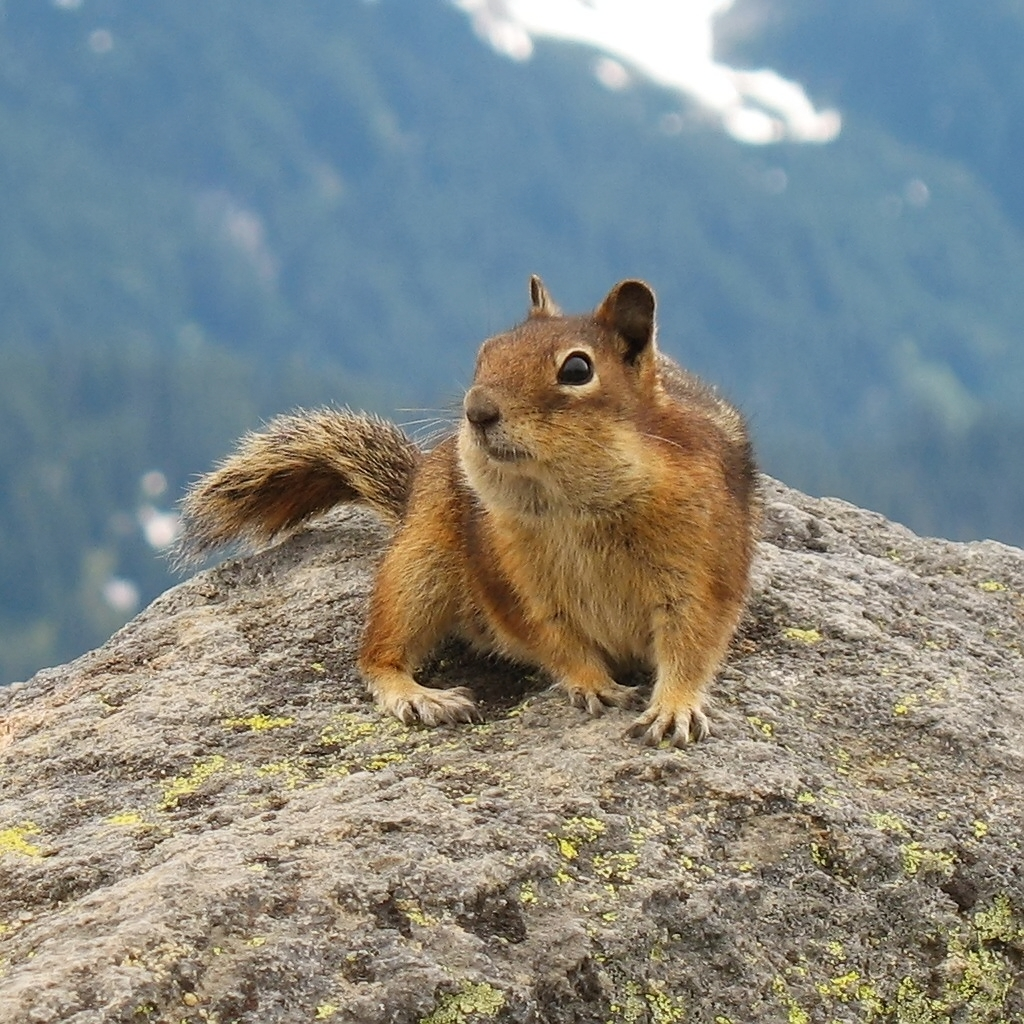
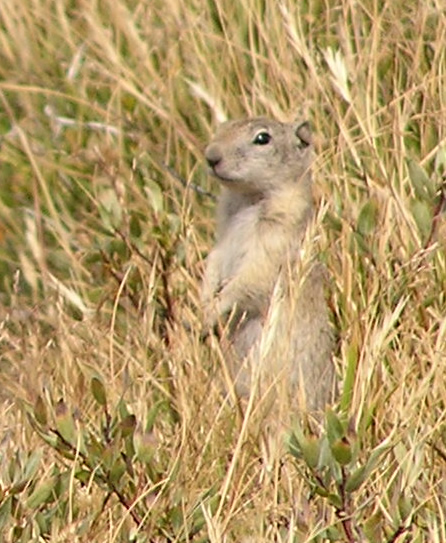
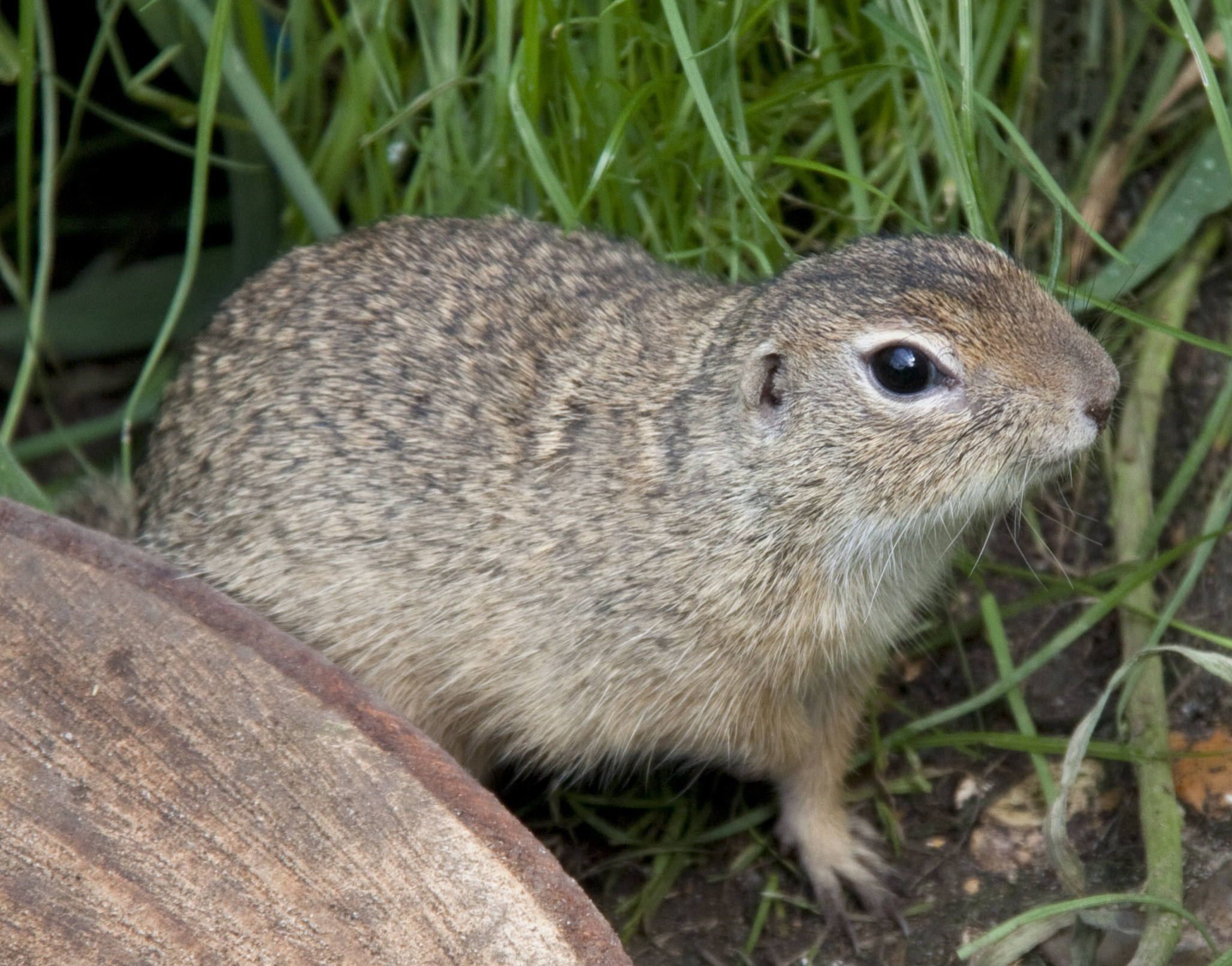

## Các loài
Chi này gồm các loài:
- Spermophilus adocetus
- Spermophilus alashanicus
- Spermophilus annulatus
- Spermophilus armatus
- Spermophilus atricapillus
- Spermophilus beecheyi
- Spermophilus beldingi
- Spermophilus brunneus
- Spermophilus canus
- Spermophilus citellus
- Spermophilus columbianus
- Spermophilus dauricus
- Spermophilus elegans
- Spermophilus erythrogenys
- Spermophilus franklinii
- Spermophilus fulvus
- Spermophilus lateralis
- Spermophilus madrensis
- Spermophilus major
- Spermophilus mexicanus
- Spermophilus mohavensis
- Spermophilus mollis
- Spermophilus musicus
- Spermophilus parryii
- Spermophilus perotensis
- Spermophilus pygmaeus
- Spermophilus relictus
- Spermophilus richardsonii
- Spermophilus saturatus
- Spermophilus spilosoma
- Spermophilus suslicus
- Spermophilus taurensis
- Spermophilus tereticaudus
- Spermophilus townsendii
- Spermophilus tridecemlineatus
- Spermophilus undulatus
- Spermophilus variegatus
- Spermophilus washingtoni
- Spermophilus xanthoprymnus